# British Midland Airways
British Midland Airways Limited (bmi, cunoscut în trecut ca British Midland) este o companie aeriană cu zboruri regulate cu sediul în Donington Hall în Castle Donington, Anglia în apropierea aeroportului East Midlands. Compania are rute către Europa, Orientul Mijlociu, Africa și Asia Centrală, având baza operațională în Aeroportul Londra Heathrow unde ocupă 11% din toate aterizările și decolările aeroportului și operează peste 2000 de zboruri săptămânale.
În ianuarie 2007, BMI a cumpărat British Mediterranean Airways ceea ce i-a permis să-și extindă numărul de destinații.
BMI a fost membră a alianței aviatice globale Star Alliance din anul 2000 până în anul 2011 atunci când o dată cu vinderea companiei de către Deutsche Lufthansa AG către British Airways, membră Oneworld, aceasta și-a pierdut statutul. O posibilă intrare a companiei aeriene BMI în alianța Oneworld nu a fost până în prezent discutată.